# Elecciones estatales de Tamaulipas de 2007
Las Elecciones estatales de Tamaulipas de 2007 se llevaron a cabo el domingo 11 de noviembre de 2007 y en ellas se renovaron los siguientes cargos de elección popular del estado mexicano de Tamaulipas:
- 43 ayuntamientos. Compuestos por un presidente municipal y regidores, electos para un periodo de tres años no reelegibles para el periodo inmediato.
- 32 diputados del Congreso del Estado. 19 electos por una mayoría de cada uno de los distritos electorales y 13 de representación proporcional.

## Resultados electorales

### Ayuntamientos
| Partido/Coalición                         | Partido/Coalición                    | Municipios |
| ----------------------------------------- | ------------------------------------ | ---------- |
|                                           | Partido Acción Nacional              | 8          |
|                                           | Unidos por Tamaulipas (PRI, PANAL)   | 34         |
|                                           | Partido de la Revolución Democrática | 1          |
|                                           | Por el Bien de Tamaulipas (PRD, PT)  | 0          |
|                                           | Partido del Trabajo                  | 0          |
|                                           | Convergencia                         | 0          |
|                                           | Partido Verde Ecologista de México   | 0          |
|                                           | Partido Alternativa Socialdemócrata  | 0          |
| Fuente: Instituto Electoral de Tamaulipas |                                      |            |

#### Candidatos electos
| Municipio          | Partido/Coalición | Alcalde (2008-2010)                  |
| ------------------ | ----------------- | ------------------------------------ |
| Abasolo            |                   | Juan José Rodríguez Garza            |
| Aldama             |                   | Abad Smer Silva                      |
| Altamira           |                   | Francisco Javier Gil Ortiz           |
| Antiguo Morelos    |                   | Carmelo Tinajero Castro              |
| Burgos             |                   | Sergio Paulo Zúñiga Garza            |
| Bustamante         |                   | José Antero Medina Cruz              |
| Camargo            |                   | José Correa Guerrero                 |
| Casas              |                   | Santiago Ávalos Medina               |
| Ciudad Madero      |                   | Sergio Arturo Posadas Lara           |
| Cruillas           |                   | Heriberto Rivera Cantú               |
| Gómez Farías       |                   | Francisco Javier López Reyes         |
| González           |                   | Edgar Erwin Verlage Guerrero         |
| Güémez             |                   | Carlos Adrián Cárdenas González      |
| Guerrero           |                   | Olga Juliana Elizondo Guerra         |
| Gustavo Díaz Ordaz |                   | José Guadalupe González Vázquez      |
| Hidalgo            |                   | Marco Antonio Leal García            |
| Jaumave            |                   | Ricardo Quintanilla Leal             |
| Jiménez            |                   | José Guadalupe Saucedo García        |
| Llera              |                   | Héctor Manuel de la Torre Valenzuela |
| Mainero            |                   | Luis Alejandro Cuéllar Alejandro     |
| Mante              |                   | Héctor López González                |
| Matamoros          |                   | Erick Silva Santos                   |
| Méndez             |                   | Gustavo Obregón Palacios             |
| Mier               |                   | José Iván Mancias Hinojosa           |
| Miguel Alemán      |                   | Servando López Moreno                |
| Miquihuana         |                   | Javier Reyna Jaramillo               |
| Nuevo Laredo       |                   | Ramón Garza Barrios                  |
| Nuevo Morelos      |                   | José Ángel Mendoza Mandujano         |
| Ocampo             |                   | Vicente Guerrero Sánchez             |
| Padilla            |                   | José Manuel Treviño González         |
| Palmillas          |                   | Jaime Antonio Barragán Castro        |
| Reynosa            |                   | Oscar Luebbert Gutiérrez             |
| Río Bravo          |                   | Roberto Benet Ramos                  |
| San Carlos         |                   | Leonel Hinojosa Cárdenas             |
| San Fernando       |                   | Alejandro René Franklin Galindo      |
| San Nicolás        |                   | Daniel Antonio Casanova Lozoya       |
| Soto la Marina     |                   | Raquel Alonso Carmona                |
| Tampico            |                   | Óscar Rolando Pérez Inguanzo         |
| Tula               |                   | Saúl Muñoz Vallejo                   |
| Valle Hermoso      |                   | Hamid Name Pineda                    |
| Victoria           |                   | Arturo Diez Gutiérrez Navarro        |
| Villagrán          |                   | Juan Valdez Rodríguez                |
| Xicoténcatl        |                   | José Andrés Picasso Sánchez          |

#### Matamoros
|  | 68.40 % |

|  | 26.71 % |

|  | 1.81 % |

|  | 0.50 % |

|  | 0.17 % |

|  | 0.03 % |

|  | 0.00 % |

|  | 2.38 % |

|  | 100.00 % |

#### El Mante
|  | 57.20 % |

|  | 35.32 % |

|  | 3.62 % |

|  | 0.55 % |

|  | 0.45 % |

|  | 0.09 % |

|  | 0.00 % |

|  | 2.77 % |

|  | 100.00 % |

#### Nuevo Laredo
|  | 65.53 % |

|  | 15.94 % |

|  | 12.19 % |

|  | 2.71 % |

|  | 0.64 % |

|  | 0.58 % |

|  | 0.17 % |

|  | 0.00 % |

|  | 2.33 % |

|  | 100.00 % |

#### Reynosa
|  | 45.58 % |

|  | 40.97 % |

|  | 10.38 % |

|  | 0.32 % |

|  | 0.17 % |

|  | 0.15 % |

|  | 0.00 % |

|  | 2.44 % |

|  | 100.00 % |

#### Tampico
|  | 52.65 % |

|  | 42.14 % |

|  | 2.36 % |

|  | 0.79 % |

|  | 0.46 % |

|  | 0.06 % |

|  | 0.04 % |

|  | 0.00 % |

|  | 1.50 % |

|  | 100.00 % |

#### Victoria
|  | 66.18 % |

|  | 25.81 % |

|  | 3.01 % |

|  | 1.53 % |

|  | 0.51 % |

|  | 0.50 % |

|  | 0.10 % |

|  | 0.00 % |

|  | 2.37 % |

|  | 100.00 % |

### Diputados
| Partido/Coalición | Partido/Coalición                    | Mayoría relativa | Proporcional | Total |
| ----------------- | ------------------------------------ | ---------------- | ------------ | ----- |
|                   | Partido Revolucionario Institucional | 17               | 2            | 19    |
|                   | Partido Acción Nacional              | 0                | 8            | 8     |
|                   | Partido Verde Ecologista de México   | 1                | 0            | 1     |
|                   | Nueva Alianza                        | 1                | 0            | 1     |
|                   | Partido de la Revolución Democrática | 0                | 2            | 2     |
|                   | Partido del Trabajo                  | 0                | 1            | 1     |

Fuente: Instituto Electoral de Tamaulipas